# Kenny McKinstry
Kenny McKinstry, né le 17 juin 1953, est un pilote automobile de rallyes britannique d'Irlande du Nord.

## Biographie
Sa carrière débute en 1981, sur Ford Escort RS 2000. Elle se poursuit toujours régulièrement en 2013, à 60 ans passés...
Il utilise des véhicules Ford de 1981 à 1996, et Subaru (Legacy de 1991 à 1997, et Impreza de 1998 à 2013).
En 2011 il termine encore second du Circuit d'Irlande, et remporte deux manches du Championnat d'Irlande du Nord.

## Palmarès

### Titres
- Double Champion d'Irlande des rallyes, en 1991 sur Ford Sierra Cosworth, et 1994 sur Subaru Legacy RS (Robbie Philpott est son copilote les deux fois).

## Quelques victoires notables
- Rallye Cork 20: 1991 et 1994.